# Pterygiella nigrescens
Pterygiella nigrescens là loài thực vật có hoa thuộc họ Cỏ chổi. Loài này được Oliv. miêu tả khoa học đầu tiên năm 1896.